# Estación de Hijate

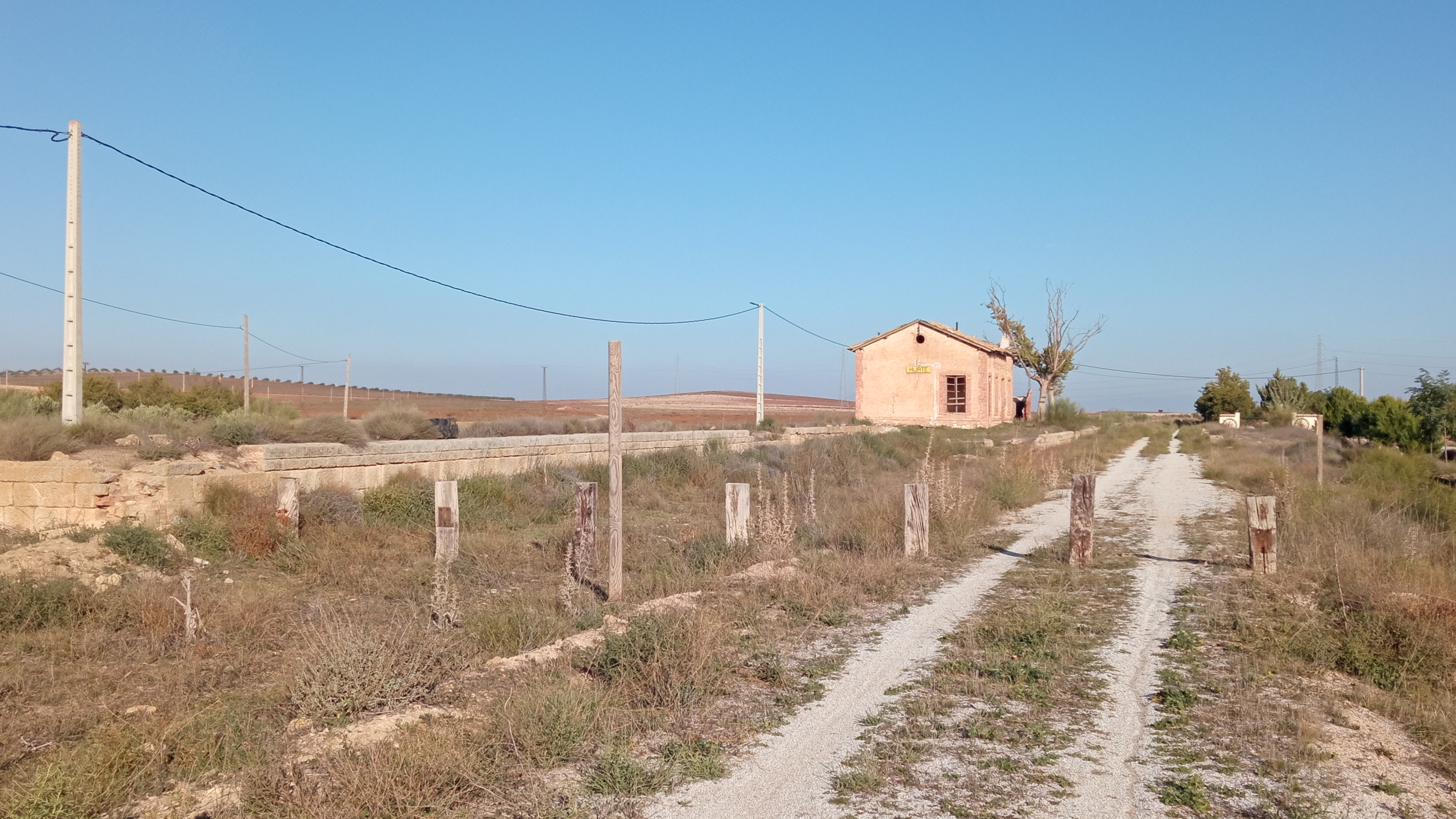
Estación de Hijate en octubre de 2023. En primer plano, la plataforma bloqueada al tráfico motorizado, formando parte de la Vía Verde del Ferrocarril Guadix-Almendricos, y el andén. Al fondo, la estación.

Hijate fue una estación de ferrocarril española ubicada en la pedanía La Jauca, perteneciente al municipio de Caniles, provincia de Granada. Debe su nombre a la cercanía de la pedanía almeriense de Hijate. Perteneció al ferrocarril del Almanzora y se abrió al tráfico en 1894, siendo clausurada en 1985 junto con todo el ferrocarril por el déficit de viajeros.
En la actualidad, es parte de la vía verde del ferrocarril del Almanzora y el edificio de viajeros se encuentra en estado de deterioro.

## Situación ferroviaria
Se situaba en el pk 114 de la línea Lorca-Baza, entre las estaciones de Serón y Caniles a una altitud de 971 metros sobre el nivel del mar, siendo la estación situada a mayor altitud de toda la línea.

## Historia
Fue inaugurada el 11 de diciembre de 1894 con la apertura del ramal de Serón a Baza